# Ilona Brand
Ilona Brand, po mężu Oeckel (ur. 17 kwietnia 1958 we Friedrichrodzie) – enerdowska saneczkarka, medalistka mistrzostw Europy.
Na igrzyskach startowała jeden raz, w 1980, kończąc zawody na piątym miejscu. Na mistrzostwach Europy wywalczyła dwa medale, obydwa w jedynkach. W 1979 została wicemistrzynią Europy, a rok później, w 1980, zdobyła brąz.